# Cosmo Clock 21

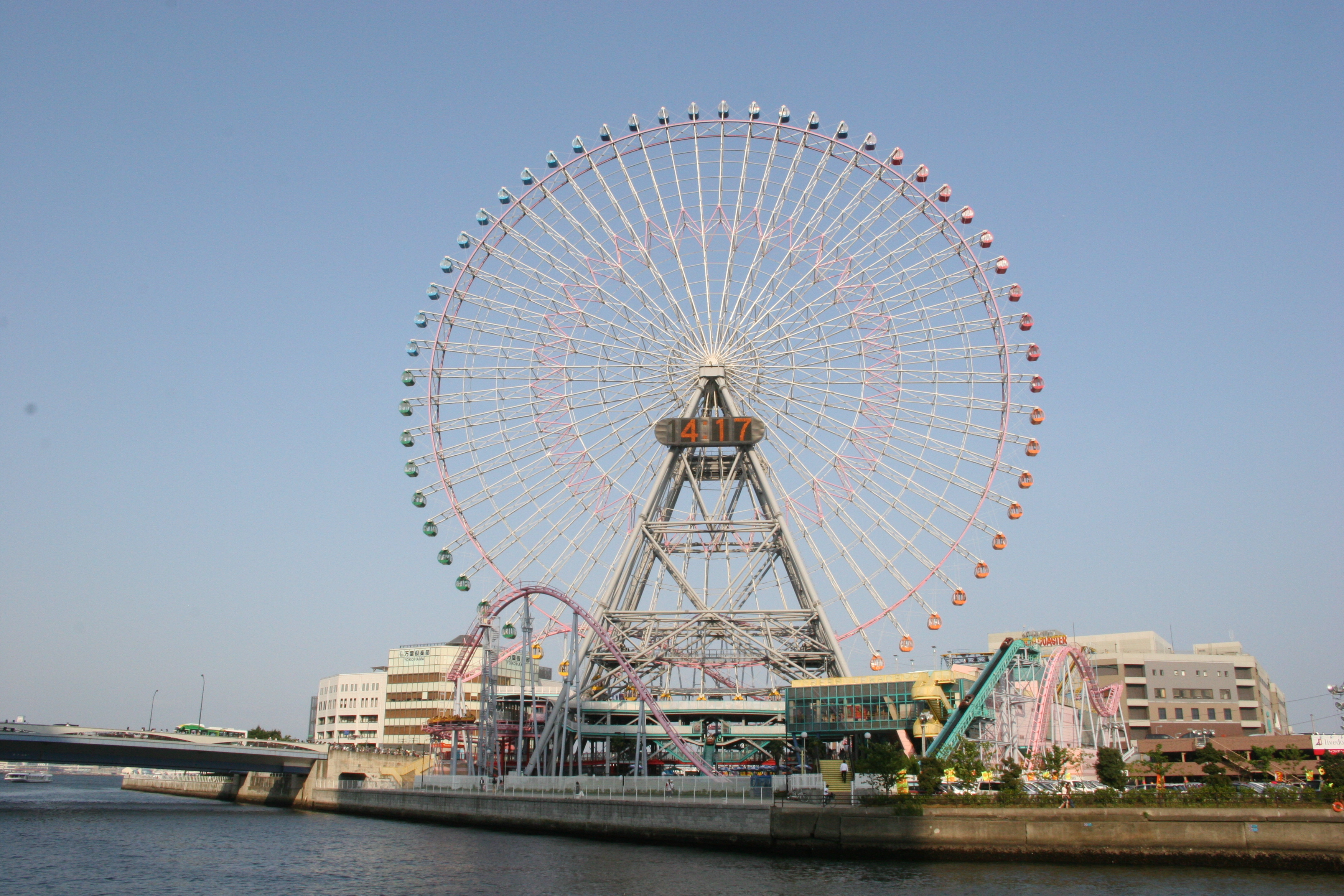
Cosmo Clock 21

Cosmo Clock 21 est une grande roue géante située à Yokohama au Japon. C'est aussi la plus grande horloge du monde.
Construite pour l'exposition de Yokohama en 1989 dans le quartier de Minato Mirai 21, Cosmo Clock 21 est, à cette époque, d'une hauteur de 107,5 mètres.
En 1997 sa structure est démontée, puis en 1999, elle est réassemblée sur une base plus haute ce qui permet d'augmenter sa hauteur totale à 112,5 mètres,.
Lors de son ouverture en 1989, Cosmo Clock 21 était la plus haute grande roue de monde, jusqu'à l'achèvement en 1997 de la grande roue de Tempozan à Osaka haute de 112,5 mètres.
Cosmo Clock 21 comporte 60 nacelles, chacune pouvant transporter jusqu'à 8 passagers. Elle a un diamètre de 100 mètres et un tour complet dure 15 minutes.

## Coordonnées
- 1re version (hauteur totales : 107,5 m), installation terminée en 1989 :
- 2e version (hauteur totales : 125,5 m), installation terminée en 1999 : 35° 27′ 19″ N, 139° 38′ 12″ E

## Galerie

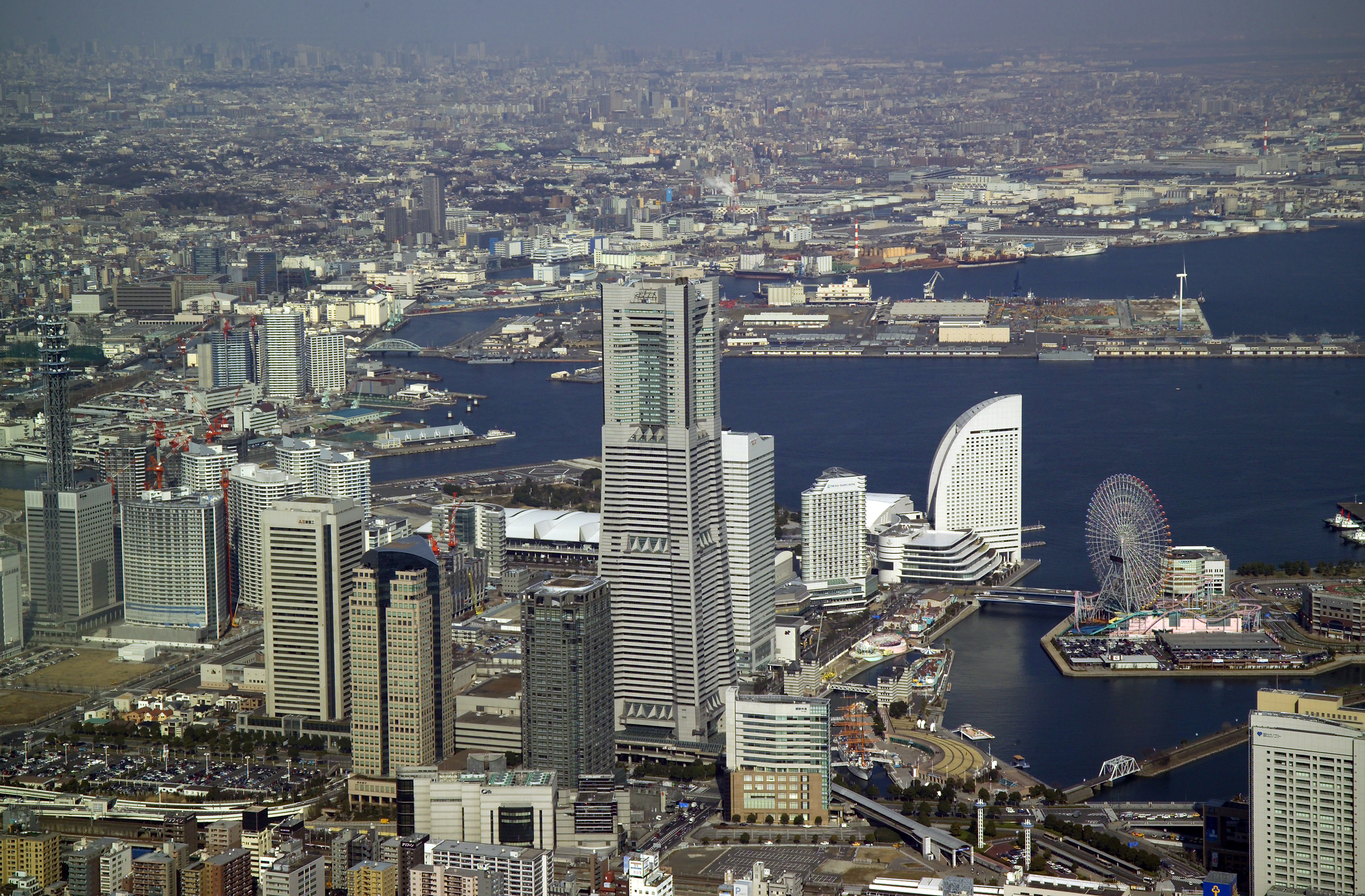
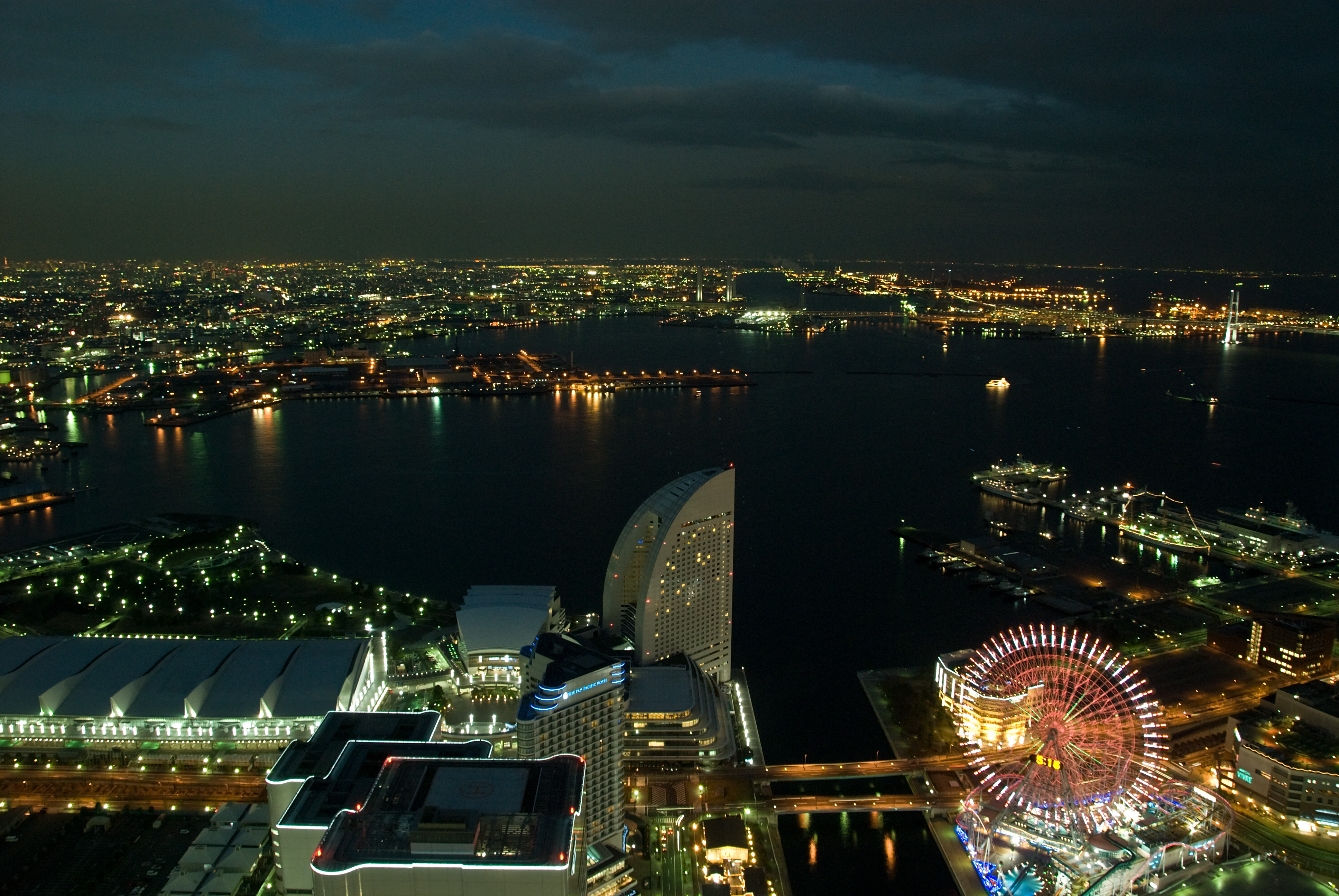
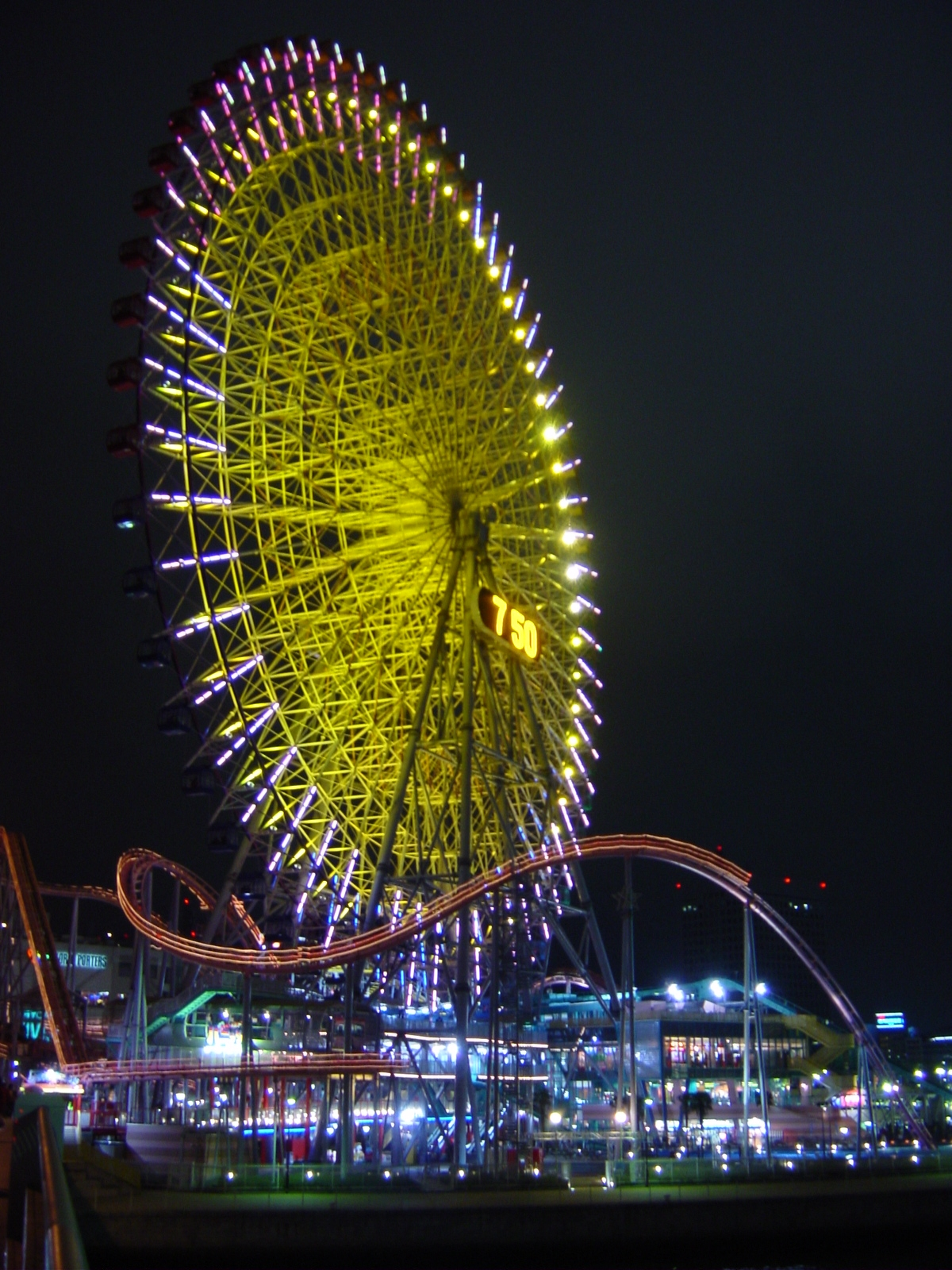
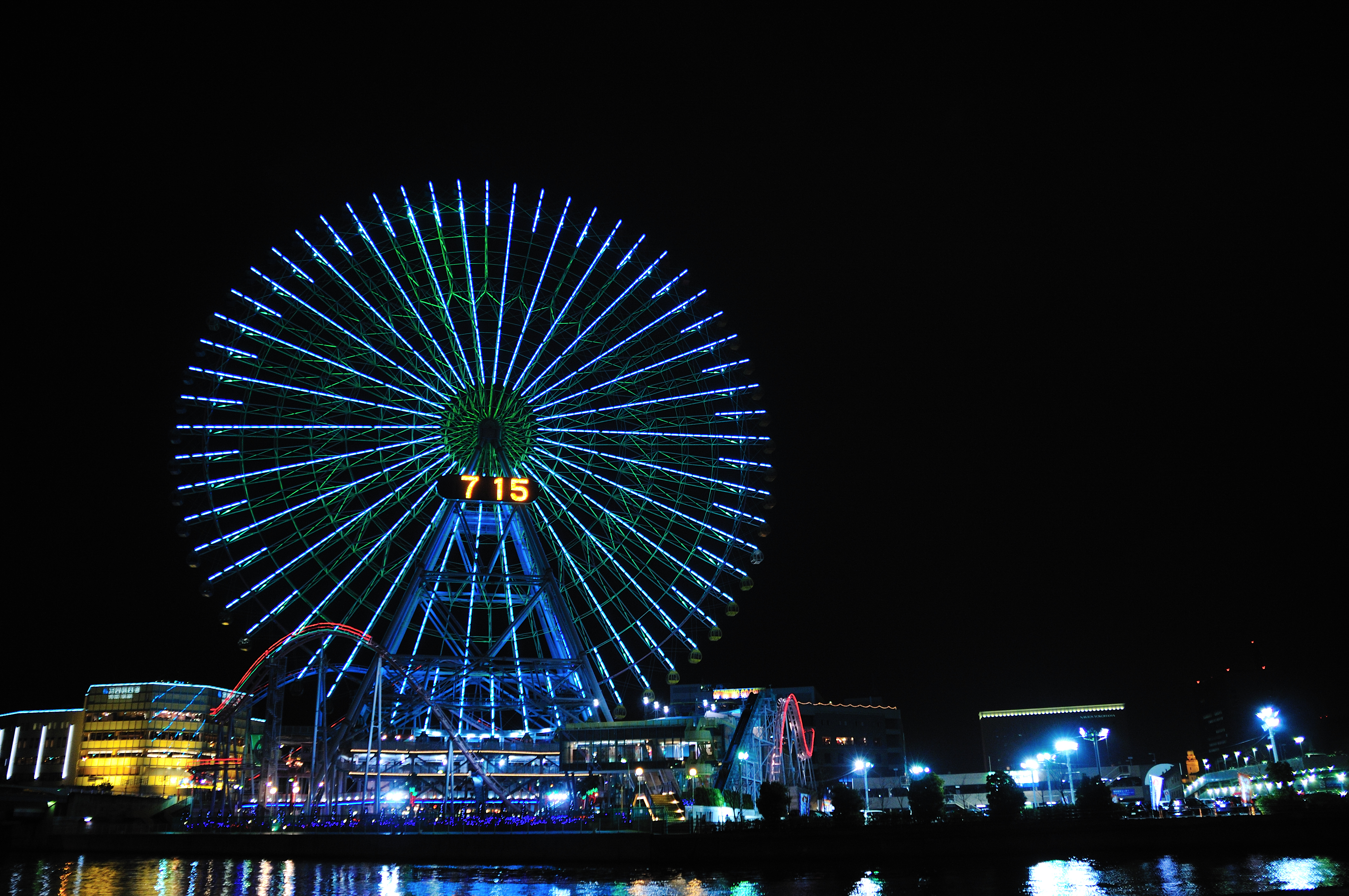

## Source
- (en) Cet article est partiellement ou en totalité issu de l’article de Wikipédia en anglais intitulé « Cosmo Clock 21 » (voir la liste des auteurs).